# 去齊
去齊（？—前586年），是春秋时期吳國的君主之一，為吳國第十八任君主，承襲父亲句卑擔任吳國君主。去齊死后，儿子寿梦继位，寿梦开始称王。
| 前任： 句卑 | 吴国君主 | 繼任： 寿梦 |